# Proterosoma
Proterosoma – pseudotagma budująca ciało niektórych roztoczy.
Proterosma stanowi przednią część ciała, wyróżnianą u niektórych roztoczy właściwych, oddzieloną od hysterosomy bruzdą sejugalną. Obejmuje ona gnatosomę i propodosomę. U mechowców wierzch i częściowo boki proterosomy przykrywa tarczka zwana prodorsum, której przednia część wydłużona jest w rostrum, nakrywające narządy gębowe.